# 金承俊
金承俊（1973年3月23日—），韩国围棋职业九段棋手，京畿道出生。
1996年战胜武宫正树和曹大元，进入第1届LG盃八强后负于马晓春。
1997年战胜赵善津、王磊和常昊，进入第二届三星火灾杯四强后负于小林觉而未能闯进决赛。次年进入第三届三星杯本赛后第一轮再次败给小林觉。1999年战胜柳时熏和刘小光，进入第四届三星杯八强。同年在第4届LG盃第一轮负于王磊。
2002年第四届农心辛拉面杯上负于后来达成五连胜的胡耀宇七段。同年在第7届LG盃第一轮再次负于马晓春。
作为外援代表武汉队参加2005年（胜谢赫、朴文垚和周睿羊）和2006年（胜王垚）中国围棋甲级联赛。
2011年战胜韩尚勋和刘昌赫后进入第三届BC信用卡盃世界圍棋公開賽第3轮（负于周睿羊）。